# Новоивановка (Северо-Казахстанская область)
Новоивановка (каз. Новоивановка) — село в Тайыншинском районе Северо-Казахстанской области Казахстана. Входит в состав Чермошнянского сельского округа. Код КАТО — 596069680.

## Население
В 1999 году население села составляло 377 человек (189 мужчин и 188 женщин). По данным переписи 2009 года, в селе проживало 215 человек (115 мужчин и 100  женщин).